# Agraulis nigrior
Agraulis nigrior är en fjärilsart som beskrevs av Michener 1942. Agraulis nigrior ingår i släktet Agraulis och familjen praktfjärilar. Inga underarter finns listade i Catalogue of Life.